# Верден (станция метро)
«Верде́н» (англ. Verdun, фр. Verdun) — станция Монреальского метрополитена на Зелёной линии. Между станциями «Жоликёр» и «Делеглис». Обслуживается Монреальской транспортной корпорацией. Расположена в боро Верден. Открыта 3 сентября 1978 года.

## История
«Верден» — станция глубокого заложения. Построена по проекту архитектора Жана-Мориса Дюбе и представляет собой станцию с боковыми платформами внутри глинистого сланца Ютика. Вестибюль станции находится на уровне трансепта. Он, как и мезонин с платформами, имеет большие объемы. Пространство над путями и платформами имеет вынужденную перспективу; потолок опускается, а ширина платформы уменьшается на западном конце станции. Доступ на платформы осуществляется с обеих сторон улицы Верден.
Стены станции украшены бетонными барельефами в верхней части и художественными мотивами в нижней части, выполненными Клодом Теберже и Антуаном Д. Ламаршем.
Название станции ведёт происхождение от улицы Верден и боро Верден (бывшего города). Место получило название в 1671 году, когда эти земли стали владением Захари Дюпюи. Он назвал его так в честь города Савердён на юге Франции, в котором родился. С мая по ноябрь 2014 года станция назвалась «Станция Верден», но затем Монреальская транспортная корпорация вернула ей прежнее краткое название.

## Рядом
Рядом со станцией располагаются офис боро Верден, Жилищное управление, Клинический центр Святого Виллиброрда, Общественный центр Марсель-Жиру, школа Леви-Сове, гостиница «Виль де Верден».

## Транспорт
Маршруты STM: (регулярные) 107 «Верден»; (ночные) 350 «Верден / Ла-Саль».